# ケサル王伝

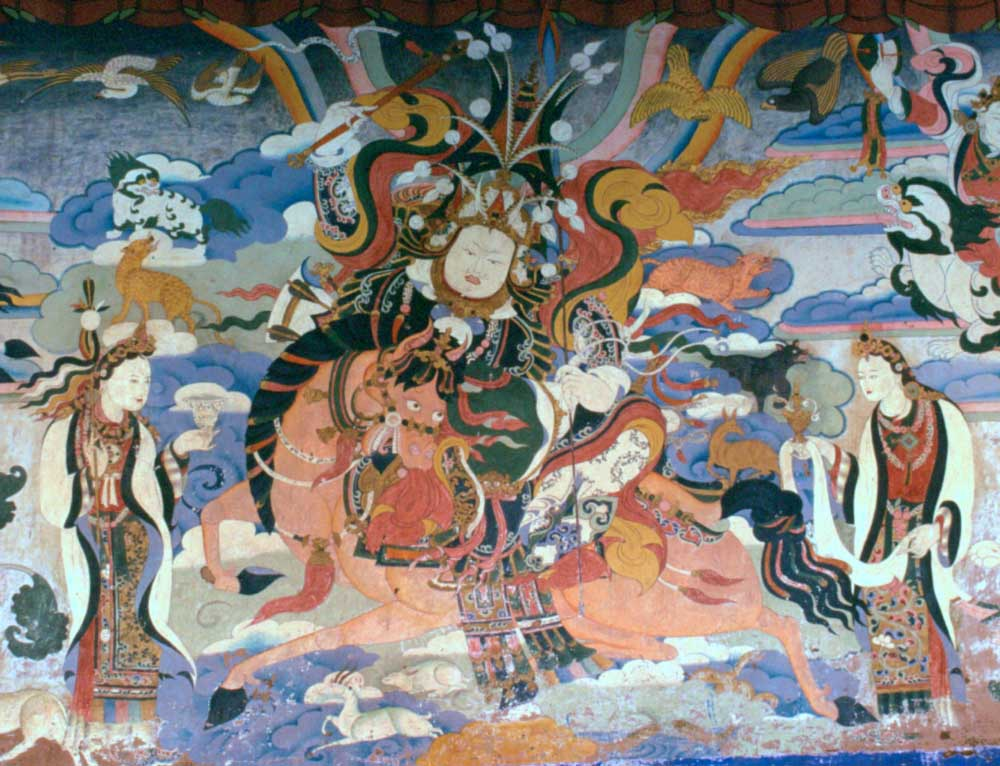
壁画に描かれたケサル

ケサル王伝（ケサルおうでん、チベット語: གེ་སར་རྒྱལ་པོ་ ワイリー方式：ge sar rgyal po、モンゴル語: Гэсэр Хаан、中国語: 格薩爾王傳 / 格萨尔王传）あるいはゲセル・ハーン物語（ゲセル・ハーンものがたり）は、チベットおよび中央アジアにおける主要な叙事詩である。現在でも140名あまりのケサル吟遊詩人 (チベット人、モンゴル人、ブリヤート人、トゥ族など)によって歌われており、現存する数少ない叙事詩のひとつとしても価値が高い。この叙事詩は約1,000年前のものと推定され、勇胆の王ケサルと彼が治めたという伝説の国家リン王国 (チベット文字：གླིང; ワイリー方式：gLing、発音:Ling)について語られている。なお、ケサルとゲセルはそれぞれこの物語の主人公名のチベット語読みとモンゴル語読みである。
この叙事詩は、現存するものの中では世界最長の文学作品と考えられている。現在のところ最終稿と呼べるものはないが、仮に最終稿が完成した場合、話数は約120編、韻文詩の数は100万以上、単語数は2,000万語以上という膨大なものになると推定されている。これは、140ページあたりに単語が5万語入ると仮定すると、全体では5万6千ページとなる計算である。

## 名前の語源と叙事詩の起源

### 語源
一部の学者は、カエサル (Caesar)の物語がモンゴルに伝わったときにケサル (Kesar)となり、それがさらに派生してチベット名のゲセル　(Gesar)となったという説を提唱した。当時、モンゴルは東ローマ帝国と同盟を結んでおり、『カエサル』はその東ローマ帝国皇帝に与えられる称号の名でもあった。この説はある意味ケサル王の人物造形がローマ皇帝を基にしているとも受け取れ、20世紀になってからこの叙事詩に関心を持つ西洋の学者を増やすきっかけともなったが、この説の信憑性自体については疑問視する意見も多い。
ゾロアスター教典アヴェスターの中にゲセル (/Geser/)という伝説の王が登場するが、教典の成立はチベット語、トルコ語、モンゴル語への翻訳の数世紀前にさかのぼる。インド・イラン祖語 (およびヴェーダ語)の*/-ś-/の音素は、古代ペルシア語では（母音間で）必ず/-s-/であった。そこからこの人物名の祖形はおおよそガシャル (*/Gaśar/)となることが推定される。これはインド・ヨーロッパ祖語とは異なるところに端を発していると思われ、エラム語やシュメール語から派生した可能性がある。アッカド語文献中で最も響きの近い神の名はキシャル (/Kišar/)である (これはアッカドの"キシャル"と、Bukhe Beligte (ケサルの別名)の3人の姉で、それぞれ母Naran Goohonの両脇と臍から生まれたうちのひとりとが同一人物であることを示唆する)。
ケサルには、リンのケサル (Gesar of gLing)、リン・ケサル (gLing Gesar)、ケサル・ノブ・タトゥル (Gesar Norbu Dradul)、さらにそれらの変種を含め、様々な呼び名がある。ケサルはチベットのムクポ・トン・キ・キュパMukpo Dong gi Gyudpa (褐色の顔の血筋)と呼ばれる部族の祖先とされている。

### 伝統的なチベットの見解
中国社会科学院の少数民族文学研究所に所属する研究員で、ケサルについて研究している中国人学者の李連栄 (Li Lianrong、ツォンドゥ・ギャツォ Brtson-vgrus-rgya-mtsho)は、「長年にわたり、チベットの学者にとってケサルに関する記録は史実と認識されてきた。」と語っている。ここ数世紀、チベットの学者たちの間ではケサルは西暦1027年生まれとの見解が主流であり、この見解は19世紀の歴史家タク・ゴンパ・クンチョク・テンパ・ラプギェBrag dgon pa dkon mchog bstan pa rab rgyasの著書『アムド宗教史Mdo smad chos vbyung』中の考察にも現れている。ほかにケサルが活躍した時代を唐代初期 (7世紀)とする説もある。しかし李は、いまだ多くのチベット学者が叙事詩を信頼に足る歴史的資料であると考えてはいるものの、「そのような見方は変わりつつある。」と述べている。

### 近年の中国や西洋における研究
李が2001年に発表した論文『歴史とチベットのケサル叙事詩』 ("History and the Tibetan Epic Gesar")には、20世紀の間、ケサルは実在人物なのか、あるいは実在人物をモデルにしたものか、その場合は誰がモデルか、この叙事詩の最初の作者は単独人物か、そうだとすればそれは誰なのか、いつごろ執筆されたものかについて、近代の学者により提出された幅広い仮説をまとめてある。李は記す。「この叙事詩のあらゆる面への研究手法が洗練を増すにつれ、いつ確立されたのか明確な起源はなく、逆にこの叙事詩は長年の積み重ねによってつくられたものであることが明らかになった。原典を探す試みはこの積み重ねの過程を解明することに取って代わった」。また次のように続ける。
半世紀近い研究により、学者たちは次の3つの点に基本的合意をみた。1) 主人公のリン・ケサルは実在した人物である、もしくは複数の歴史上の人物を合成してできた人物である。 2) チベットで伝承されている物語が基となり、他の民族の間で伝承されている数々の物語へと分岐していった。分岐したものは、各民族独自の文化・風習などを含む。 3) 多くの見解が存在するものの、原典の起源となる時期についての基本的合意がある。
李は原典の起源となる時期について、学者仲間であるジャンベン・ギャツォ (Jiangbian Jiacuo、Zhambei Gyaltsho、Vjam-dpal-rgya-mtsho)が唱え通説となっている説を引用する。
原典は、最初に成立した後、いくつかの重大な段階を踏んで発達を繰り返してきた。初めに原型が生じたのは、歴史上で言えば、チベットの部族社会が分裂をはじめ、奴隷制の国家権力が確立された時期であった。これは紀元前後から、5世紀もしくは6世紀までの期間に当たる。そして、吐蕃の統治下の時期、つまり7世紀から9世紀にかけての時期に、ケサルの物語は徐々に形成されていった。その後、吐蕃が崩壊した10世紀以降、叙事詩はさらに発達し流布していった。
李は続けてこう記している。 
物語の形成を10世紀から11世紀にかけての時期と限定すると、文学としての発達史を誤って口承叙事詩のみに帰してしまうことになる。更に、この叙事詩には、10世紀ではなく、6世紀から9世紀にかけてのチベット社会の様子が反映されている。よって、歴史上の英雄たちの寿命を基に原典の起源について満足のいく結論を導くのは無理がある…。ジャンベンは、原典の起源は民族文化に基盤を置くと指摘している。ジャンベンの推測によると、叙事詩の誕生前にチベット民族は「天地の成り立ち、民族の起源、民族の英雄を語る数々の物語を保有していて、これらをもとに創作されたのがケサルであり、初期にはドゥンSgrungという名でも知られる人物であった。それが更に語り部、特に吟遊詩人たちによって表現を彫琢され、ケサルはすぐれた物語になっていったのである。」(1986:51)。

### リン王国の立地
チベット語で、リン (/gliŋ/)とは、島を意味するが、 (サンスクリット語のdvīpaという語のように)大陸という別の意味も持つ。この物語の神話的、寓話的要素により、場所や時代の特定は難しく、古代リン王国についても場所の候補がいくつか存在する。しかし、チベット人の専門家と中国の漢民族の専門家の双方が、四川省西部カンゼ・チベット族自治州の徳格県の草原地帯にある阿須Axuという町が、ケサル王の出身地としてもっとも有力であるという点では大筋で合意している。この地は今も歴史に名を残すリンツァン王国 (Lingtsang)が存在した地方にあり、少なくとも15世紀初頭から東チベットにおける要所であったことがわかっている。いっぽう、ケサルの『魂の山』は、現在の青海省ゴロク・チベット族自治州にある有名な冠雪山であるアネ・マチン山 (アニェ・マチェン) である。チベットに広まっている物語の中では、リン王国の立地は東チベット (チベット語では ド・カムmdo khams)とされている場合が多く、更に特定されているものでは、ディ'Bri川 (長江)とザrDza川 (雅礱江)に挟まれた地域とされている。これは正にリンツァン王国 (チベット語では gLing-tshang)が20世紀まで存在していた地域と合致する。

## 物語の概要
ケサルの叙事詩には、リン王国に君臨する超人的な戦士が、近隣のホル王国 (Hor)と戦争を繰り広げる様が描かれている。稿により異同はあるものの、話の始まりはしばしば、世界の創造、およびチベット先史についての概略である。そして、古代チベット帝国時代 (7世紀から9世紀)に存在した三大法王の手により、チベットが蛮地から仏教国へ変わっていったとする伝承が短く続く。中でも特に功績のあった人物は、偉大な呪術者にしてチベット仏教の創始者といわれるパドマサンバヴァである。パドマサンバヴァは、土着の荒ぶる精霊を鎮め、誓約により人々をまとめあげたという。それから、チベットに蔓延っていた多くの邪悪な精霊や悪魔が完全には平伏されていなかったために、全世界、特にチベットが混乱状態に陥っていく経緯が描かれる。その結果、世界は獣肉や人肉を喰らう悪魔や魔物などの集団の支配下に置かれ、彼らを率いる貪欲で悪意に満ちた王たちが支配する国々が次々と台頭する。
この事態を打開するべくブラフマーやインドラら天上の神々は、パドマサンバヴァのような浄土の仏教の守護神や、アミターバやサマンタ・バドラのような広大無辺で観念的な経典上の神々、さらに大地つまりナーガの下に住む精霊たちと協力し、悪しき支配者たちに打ち勝つために、英雄神を天上から人の地へと派遣することにした。その役目に選ばれたのは、ブラフマーとインドラの末子であった。末子の名は異本により様々な名で呼ばれ、ある稿ではトゥパ・ガThos-pa dGa',、別の稿ではプトク・カルポBu-tog dKar-po、最も一般的にはトゥントゥプDon-grubである。この神の子はこの任にあまり乗り気ではなく、任から逃れようともしたが、結局最後には応じることとなった。
神の子は、子宮の中から母親に向かって歌うように道を尋ねた後、母ゴクサ'Gog-bzaの息子として多数の天からの同朋たちと共に出生した。母は、ときに近隣の部族から略奪されてきた美しい王女ナーガとされるが、年老いた女性とされる場合もある。父はリン王国で敬意を集める長老のひとりであるセンロンSeng-blonである。
英雄にはギャツァrGya-tshaという腹違いの兄がいた。ギャツァは勇敢な戦士として描かれ、物語における重要人物のひとりでもある。ギャツァをときに中国皇帝の孫であるとする設定もあり、リンの宿敵であるホル (しばしばチベットではモンゴルのこととされている)との戦いで戦死することになる。このリンとホルの戦いが物語の中心にして最も重要な見せ場である。
幼い英雄にはふたりのおじもいた。ひとりは賢明なリンの長老で『老いた鷹』の異名で知られるチポン（=総督）ロンツァsPyi dPon rong tshaである。この子は大切な子であるとの神託を受け取ったロンツァは、まだ子どもであった英雄を支えた。もうひとりのおじは卑怯で欲深い悪漢として描かれているトトゥンKhro-thungである。トトゥンは英雄を恐ろしい子だと考え、意地悪く接しようとする。トトゥンは基本的には滑稽なキャラクターとして物語に登場しているが、物語の中で起こる事件の多くで囮として中心的な役割を果たす人物である。
子ども時代の英雄は成長が早く、目の前に現れたさまざまな敵を打ち倒していく。その立ち振る舞いは恐ろしいほど荒々しく、たちまち英雄と母はリンから追放されてしまった。彼らはマrMaの地 (黄河の上流)にある荒野へたどり着き、そこで野生さながらの生活を送った。子は毛皮をまといレイヨウの角のついた帽子をかぶった。
英雄が12歳になったある日、リンの次期王位と同時に近隣部族の部族長の美しい一人娘ドゥクモ'Brug-moの婿の座を巡る競馬大会が開催されることになった。この幼少時代の英雄の名は多くの稿でチョルJoruとされている。英雄はリンへと戻り、この大会で見事に優勝。ドゥクモと結婚し王の座に着くこととなった。またこのときから『ケサル』の称号を名乗った。
ケサルが王になると、まず北に住む人喰い悪魔ルツェンKlu-btsanを倒すため大規模な遠征を行った。ケサルがこの遠征のためにリンを離れている隙に妻はホル王国のクルガルGur-dkar (白い幌の意)王に捕らわれてしまった。ケサルが長期の遠征から帰還し、この事件を知ると、呪術を使ってホル王国の宮殿へと侵入し、国王を倒して妻を救出することに成功したのであった。
これらの2つのエピソード (北の悪魔、ホルとの戦い)は、物語に登場する4回の遠征のうちの初めの2回である。この4回の遠征で『四方の四敵』のそれぞれと対決していく。残る2人の敵は、ジャン'Jang (ときに雲南省とされる)のサタムSa-dam王と、モンMon (ときに南部ヒマラヤ地域とされる)のシンティShing khri王である。
この後、ケサルは『18の大砦』の攻略に挑む。それぞれの砦の名は稿や吟遊詩人により異なるが、タクシクstag-gzig (タジク)とカチェkha-che (ムスリム)については、ほぼ必ずどの稿にも登場する。そのほかにも多くの砦がこの時に破られている。
ケサルが80歳になったとき唐突にケサルが地獄へと落ちるエピソードで物語は締めくくられる。ケサルが人の地から天上の極楽へと帰還しようとする直前の出来事であった。

## 様々なバージョン
様式においてはまぎれもなくチベット的であるこの叙事詩の誕生は、チベットに仏教が2度目に伝来した (カダム派、カギュ派、サキャ派の各宗派成立で知られる)時期にさかのぼるとみられるれが、物語の中にはインド密教初期の要素も含まれている。この叙事詩の口承は特に古代ボン教に縁の深い2つの離れた地域 (チベット最西部に位置するラダック及びザンスカール地域、チベット東部のカム及びアムド地域)で盛んに行われており、物語の根源にボン教が強く関わっているものと考えられている。
口承により、各時代ごとに常に数多くの異稿が存在しつづけ、標準正典を書き記すことはできない。しかし、『ラン氏族史』（ラン・ポティセル、rLangs-kyi Po-ti bSe-ru）中で言及されている内容から見て、口承叙事詩は遅くとも15世紀までには現在の形と近いものになっていたことはたしかである。長年にわたり伝承されてきた割りに、文字による記録というのは、1716年に清の康熙帝が作成させたモンゴル語の木版印刷が最古となっている。チベット語による文書については18世紀以前のものは確認されていない。しかしこれらの記述がそれより以前の、今日までに散逸してしまった文書を基に書かれたものである可能性は大いに考えられる。19世紀末から20世紀初めにかけて、博識なチベット人哲学者ジャムヤン・ジュ・ミパム・ギャツォに感化を受けたリンツァン (現在の徳格県の北東部に位置していた小王国)出身の学僧たちの手により木版印刷による版が編集された。ケサル王の物語はモンゴルでもよく知られており、また遥か西方のカスピ海沿岸地域に伝わり、チベット仏教を自らの宗教として信仰するカルムイク人たちによりヨーロッパ地域にまで伝えられた。ブータン王国の第2代国王ジグミ・ワンチュクは、ケサルの歌い手 (語り部)の一人を王宮専属として常駐させた。ケサル王伝の朗誦は国王が最も好む教化徳目であったと言われている。
歌い手たちはそれぞれ自分の地域に伝わる稿しか知らないが、それでも全てを暗唱するには週単位の時間を要する。

### 口承
チベット及びその周辺の吟遊詩人には、寝ている際に奇妙な夢を見て、眠りから覚めると不思議なことに長編であるはずのケサル王叙事詩の膨大な節を暗唱できる能力を授かり、それがきっかけで吟遊詩人となる者がしばしばいる。吟遊詩人の中には中断することなく数時間に渡って叙事詩を暗唱し続けられる者も存在する。時には幼い子どもまでもがこの一夜にして詩を深く覚えこむ能力を得る。この並外れてすぐれた暗記能力を可能とする脳のメカニズムはどのようなものなのか、研究者の関心が集まっている。

### 翻訳物
モンゴル語のケサルの文書をロシア語に翻訳したものが存在する。それは、1716年以降に北京で印刷されたものを翻訳し、モラヴィア兄弟団の宣教師イザーク・ヤーコプ・シュミットが1836年に発表したものである。これに続く形で1839年にはドイツ語にも翻訳された。20世紀に入ると、この他のモンゴル語によるケサルの文書もニコラス・ポッペやヴァルター・ハイシヒのような学者たちによって編纂された。
19世紀末から20世紀初めにかけてまとめられ『リンツァン・徳格木版』として知られている版のうち最初の3巻までが、1956年にロルフ・スタイン教授により非常に忠実ながら不完全な訳でフランス語に翻訳された。続いてスタインは、『Recherches sur l'Epopee et le Barde au Tibet』 (チベットの叙事詩及び詩人についての研究)と題する600ページにのぼる大著を発表した。これは今日でもなおチベットのケサルの伝承に関する最も詳細な研究書である。
P.マティアス・ヘルマンス博士 (Prof. Dr. P. Matthias Hermanns)は別の版を1965年にドイツ語に翻訳している。この翻訳は彼自身がアムドで収集した文書を基としている。この本には彼の広範囲に渡る研究成果が詰まっており、この叙事詩は、北東部チベットの遊牧民たちの英雄時代の成果であり、アジア内陸部の草原地帯の他の多くの民族との交流の産物であると説明している。また、叙事詩の成立はチベットへの仏教伝播以前にさかのぼると考えており、この叙事詩の中に、古代チベットの「天から遣わされた王」原型に関する表現を見てとっている。この表現は7世紀から9世紀まで存続したヤルルン王朝（ヤールン王朝、吐蕃）の開祖らに関する神話にも見られるものである。
A.H.フランケ (A.H. Francke)は1905年から1909年にかけて下ラダック地域で、同地域のバージョンの収集と翻訳の活動を行った。
英語で最も入手しやすい翻訳は、アレクサンドラ・ダヴィッド-ネールによる『Superhuman Life of Gesar of Ling』 (リンのケサルの超人的な生涯)で、1930年代にフランス語、ついで英語で出版された。

### 日本語訳
- アレクサンドラ・ダヴィッド=ネール／アプル・ユンテン『ケサル王物語　チベットの英雄叙事詩』（今枝由郎注・解説、富樫瓔子訳、岩波文庫、2021年3月）
- 『ケサル大王物語　幻のチベット英雄伝 (世界の英雄伝説) 』（君島久子訳、筑摩書房、1987年3月）
- 『ゲセル・ハーン物語 モンゴル英雄叙事詩』（若松 寛訳、平凡社（東洋文庫）、1993年7月）

## 宗教的な次元
ケサルの叙事詩は基本的にはチベットの民間伝承のひとつであるが、長い歴史を経る中で仏教の要素が取り入れられ、宗教的実践にも用いられるようになった。
ある学者が記すところでは、「チベットのラマや僧の間でもケサルの叙事詩に対する見解には少なからず相違がある。ゲルク派の大部分は叙事詩を認めていないが、一方でカギュ派とニンマ派のラマたちの間では一般に叙事詩に肯定的で、特にゾクチェン派ではグル・リンポチェの事跡でありまた仏教の教えを広める手段として捉えている。重要なのは、パプトゥン (babdrung、ケサル叙事詩の吟遊詩人)もチョパ (chopa、仏法の人すなわち仏教徒)に含まれるのかという問いに対する答えが、その人の叙事詩に対する賛否に左右されている点である。しかし一般にパプトゥンら自身は、叙事詩にチョ (cho、仏法)と深い関わりがあることを強調し自らをチョパ (仏法の伝道者)であると見なしている。」
チベット仏教徒のひとりであるウーゲン・トプギャル・リンポチェ (Orgyen Tobgyal Rinpoche) はニンマ派の見解について次のように述べている:

リン・ケサルをアレクサンダー大王や中国の戦神のような、有名な武王または武将と考える者もいる。また、人々に恩寵を与えるために顕現したグル・リンポチェの手でもたらされたテルトン (tertön) のようなものだと考える者もある。しかし、私たちがリン・ケサルとして知るものの顕現の本質は、実はダラ (drala。チベットにおける下級神の俗称)の形をとったグル・リンポチェ自身による顕現なのである。

チョギャム・トゥルンパ・リンポチェもまたそのようにケサルをとらえ、ナムカ・ティメ・リンポチェNamkha Drimed Rinpocheのためにケサルを中心に据えた修行書『ブッダの事跡の演目の海：偉大なるトントゥプにしてエルマの王にして難敵の馴致者たる戦士ケサルへの日々の祈り(The Ocean of the Play of Buddha Activity: A Daily Supplication to the Warrior Gesar, the Great Being Döndrup, King of Werma, Tamer of Enemies)』を書いた。ナムカは特にケサルに関心が深く、ケサルの兄であるチャツァ・シャカルJatsa Shakarの生まれ変わりであるといわれ、自分はチャツァ・シャカルとして生きた記憶があり、ケサルとともに暮らしていたと主張している。ナムカの観点では、ケサルとは3人の主要な菩薩が具現化 (体は文殊菩薩、口調は聖観音、精神は執金剛神)し、ダラとして現出したものであるという。
のちに西洋において、トゥルンパは自らの『世俗』信仰体系であるシャンバラ・トレーニングにケサルを盛り込んだ。

## 他の分野に与えた影響
ロシアの小説『ナイト・ウォッチ』に、ケサルをモデルとしていると思われる、ゲッサーというキャラクターが登場する。この小説にはこの他にも数々の空想上の有名人物が登場する (マーリン、トーマス・ザ・ライマーなど)。